# Zrzeszenie Kaszubsko-Pomorskie

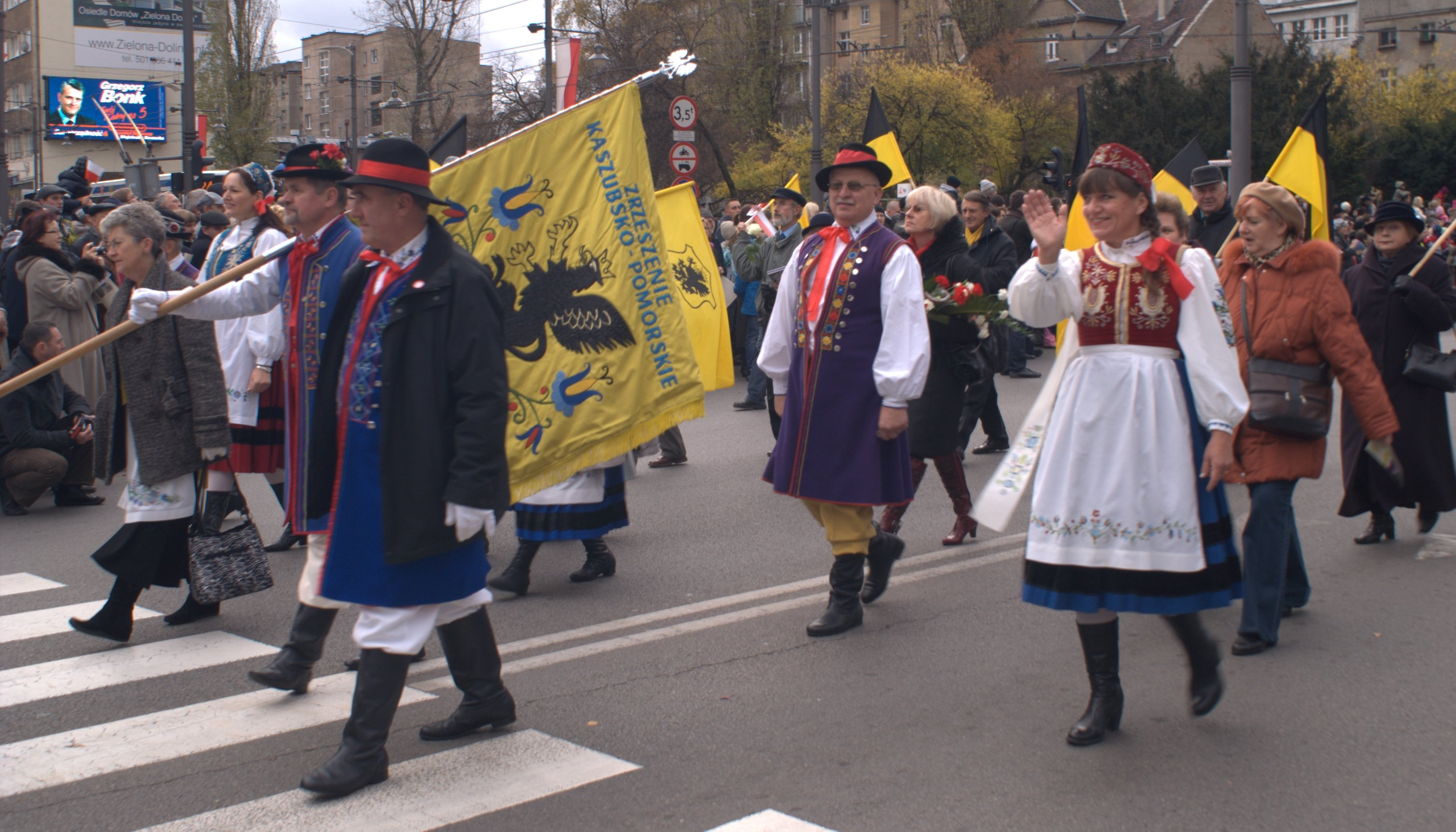
Gdyńska Parada Niepodległości, 11 listopada 2010 r.

Zrzeszenie Kaszubsko-Pomorskie (kasz. Kaszëbskò-Pòmòrsczé Zrzeszenié) – organizacja społeczno-kulturalna, zrzeszająca Pomorzan oraz wszystkie osoby, które utożsamiają się z jej celami statutowymi, przede wszystkim wszechstronnym rozwojem Pomorza.

## Historia organizacji
Zrzeszenie Kaszubsko-Pomorskie jest kontynuatorem Zrzeszenia Kaszubskiego istniejącego od 1956 roku oraz Zrzeszenia Kociewskiego, istniejącego od 1957 roku, a obecną nazwę nosi od roku 1964, kiedy doszło do połączenia obu tych organizacji. Zrzesza ponad 6500 członków w ponad siedemdziesięciu oddziałach. Ze względu na fakt, że zdecydowana większość Zarządu ZKP to Kaszubi, jego działalność koncentruje się na sprawach kaszubskich. W roku 2005 Zrzeszenie zostało zaproszone do wydelegowania przedstawicieli w Komisji Wspólnej Rządu i Mniejszości Narodowych i Etnicznych. Zrzeszenie Kaszubsko-Pomorskie posiada status Organizacji Pożytku Publicznego.

## Statutowe cele działania Zrzeszenia Kaszubsko-Pomorskiego
1. Rozbudzanie szerokiej inicjatywy dla wszechstronnego rozwoju, kulturowego, społecznego i gospodarczego Kaszub, Kociewia, Borów Tucholskich i całego Pomorza.
2. Kształtowanie demokratycznych stosunków w życiu regionu.
3. Rozwijanie kaszubsko-pomorskiej myśli społecznej i politycznej.
4. Kultywowanie i rozwijanie specyfiki kulturowej Kaszub, Kociewia, Borów Tucholskich i całego Pomorza.
5. Szerzenie w społeczeństwie (szczególnie wśród młodzieży) znajomości tradycji kaszubsko-pomorskich.
6. Dbałość o zachowanie walorów środowiska naturalnego[3].

## Struktura Zrzeszenia Kaszubsko-Pomorskiego
ZKP jest stowarzyszeniem. Podstawowymi jednostkami organizacyjnymi Zrzeszenia są oddziały terenowe. Aktualnie działa ich około siedemdziesięciu. Każdy oddział może posiadać osobowość prawną, przez co posiada tzw. podwójną osobowość prawną. Konstrukcja prawna Zrzeszenia przypomina tzw. związek stowarzyszeń, jednakże opiera się na innej podstawie prawnej. Co trzy lata oddziały wybierają delegatów na Zjazd Walny ZKP, który jest najwyższą władzą całej organizacji, liczba przedstawicieli każdego oddziału jest ustalana przez Radę Naczelną proporcjonalnie do liczby członków oddziału, których może pozbawić członkostwa jedynie Zarząd Główny ZKP. Zjazd Walny wybiera Prezesa Zrzeszenia oraz członków: Rady Naczelnej, Głównej Komisji Rewizyjnej oraz Sądu Koleżeńskiego.
W przerwach między zjazdami najwyższą władzą ZKP jest Rada Naczelna. Rada Naczelna powołuje i odwołuje Zarząd Główny, który jest proponowany przez Prezesa Zrzeszenia. Zarząd Główny co roku składa sprawozdanie z działalności przed członkami w celu uzyskania absolutorium RN. Do roku 2000 dzisiejsza Rada Naczelna nosiła nazwę Zarządu Głównego, zaś obecny Zarząd Główny nosił nazwę Prezydium Zarządu Głównego. Od tego czasu szef całej organizacji tytułuje się Prezesem Zrzeszenia Kaszubsko-Pomorskiego (a nie Zarządu Głównego ZKP, jak to miało miejsce wcześniej).
Poza oddziałami w Zrzeszeniu działają także kluby studenckie i kluby tematyczne, skupiające członków ze względu na zainteresowania:
- Klub Studencki „Pomorania” w Toruniu - zrzeszający studentów Uniwersytetu Mikołaja Kopernika w Toruniu.
- Klub Studencki „Pomorania” w Krakowie - zrzeszający studentów Uniwersytetu Jagiellońskiego.
- Klub Studencki „Pomorania” w Gdańsku - zrzeszający studentów Uniwersytetu Gdańskiego i Politechniki Gdańskiej.
- Klub Turystyczny „Wanożnik” - organizujący przede wszystkim coroczny spływ kajakowy „Śladami Remusa”.
- Klub Siedmiu Kolorów - zrzeszający zainteresowanych tradycyjnym haftem kaszubskim.

W niektórych miejscowościach działają lokalne kluby tematyczne, funkcjonujące przy miejscowych oddziałach:
- Klub Plastyków w Wejherowie.

## Instytucje związane ze Zrzeszeniem Kaszubsko-Pomorskim
ZKP jest także fundatorem Kaszubskiego Uniwersytetu Ludowego w Wieżycy oraz udziałowcem Akademii Kształcenia Zawodowego w Gdańsku. Jest także wydawcą miesięcznika „Pomerania”, ukazującego się ze środków publicznych. Periodycznie do czasopisma załącza się kaszubskojęzyczne dodatki „Najô Ùczba” oraz „Stegna”.

## Prezesi Zarządu Głównego Zrzeszenia Kaszubsko-Pomorskiego
- Aleksander Arendt (1956–1959)
- Bernard Szczęsny (1959–1971)
- Jerzy Kiedrowski (1971–1976)
- Stanisław Pestka (1976–1980)
- Izabella Trojanowska (1980–1983)
- Szczepan Lewna (1983–1986)
- Józef Borzyszkowski (1986–1992)
- Stanisław Pestka (1992–1994)
- Jan Wyrowiński (1994–1998)
- Brunon Synak (1998–2000)

## Prezesi Zrzeszenia Kaszubsko-Pomorskiego
- Brunon Synak (2000–2004)
- Artur Jabłoński (2004–2010)
- Łukasz Grzędzicki (2010–2016)
- Edmund Wittbrodt (2016–2019)
- Jan Wyrowiński (od 2019)

## Członkowie honorowi Zrzeszenia Kaszubsko-Pomorskiego
- 1978 – prof. Edmund Cieślak, prof. Gerard Labuda, ks. dr Bernard Sychta
- 1981 –  Anna Łajming, Jan Trepczyk
- 1989 –  prof. Abdon Stryszak, bp Andrzej Śliwiński, prof. Roman Wapiński, bp Marian Przykucki, bp Tadeusz Gocłowski
- 1998 –  ks. Hilary Jastak
- 2016 –  prof. Józef Borzyszkowski, Jan Wyrowiński

Źródło:.

## Odznaczenia i wyróżnienia
Prezydium Wojewódzkiej Rady Narodowej w Gdańsku w 1977 roku wyróżniło Zarząd Główny Zrzeszenia Kaszubsko-Pomorskiego odznaką honorową „Zasłużonym Ziemi Gdańskiej”. W 1997 za krzewienie kultury kaszubskiej Zrzeszenie Kaszubsko-Pomorskie otrzymało Medal Księcia Mściwoja II.

## Upamiętnienia
- Gdańsk: Szkoła Podstawowa nr 85 im. Zrzeszenia Kaszubsko-Pomorskiego